# Alf Olsson

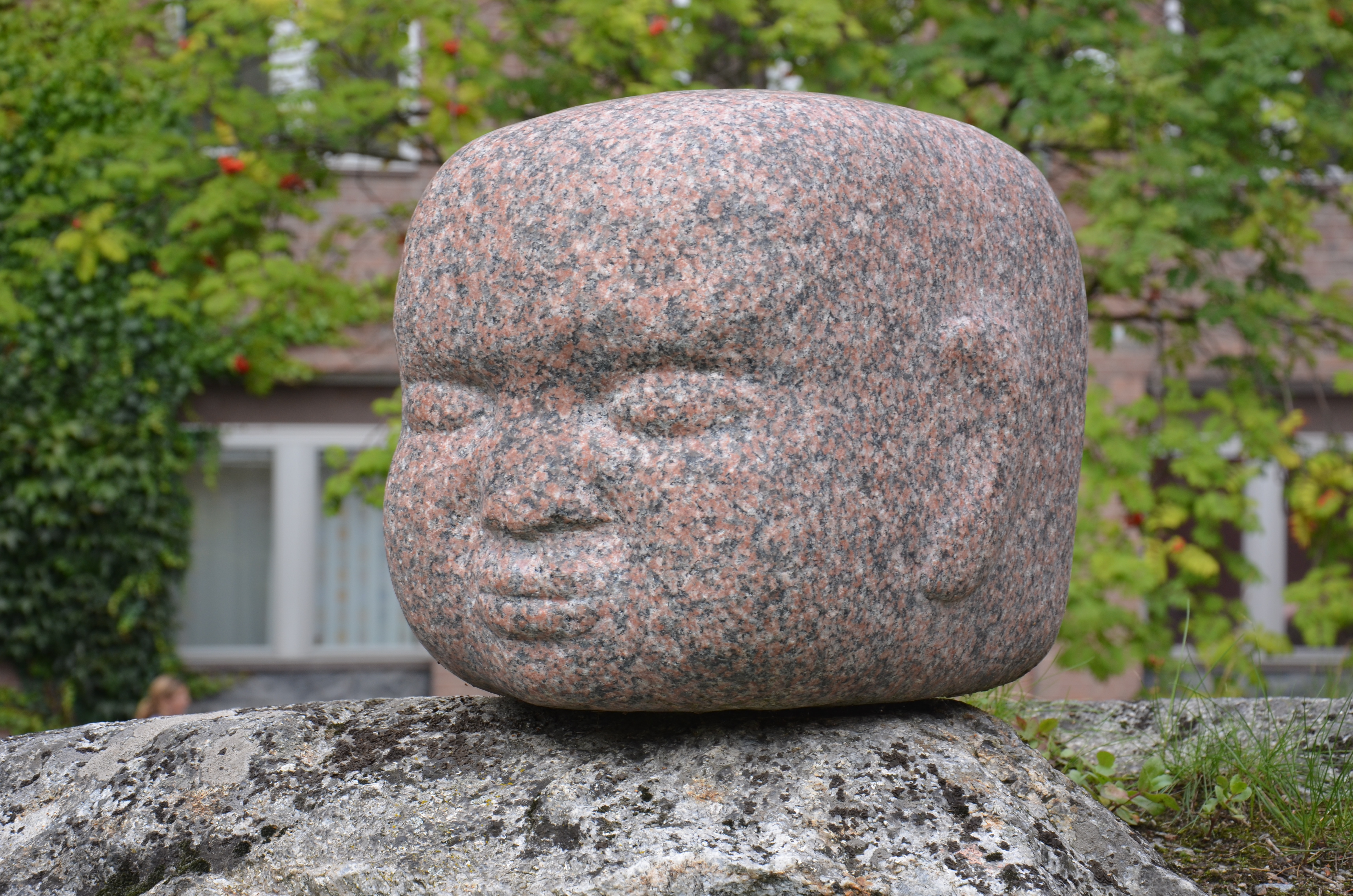
Barnhuvud, granitskulptur från 1970 i Sjukhusparken, Karolinska Universitetssjukhuset Solna

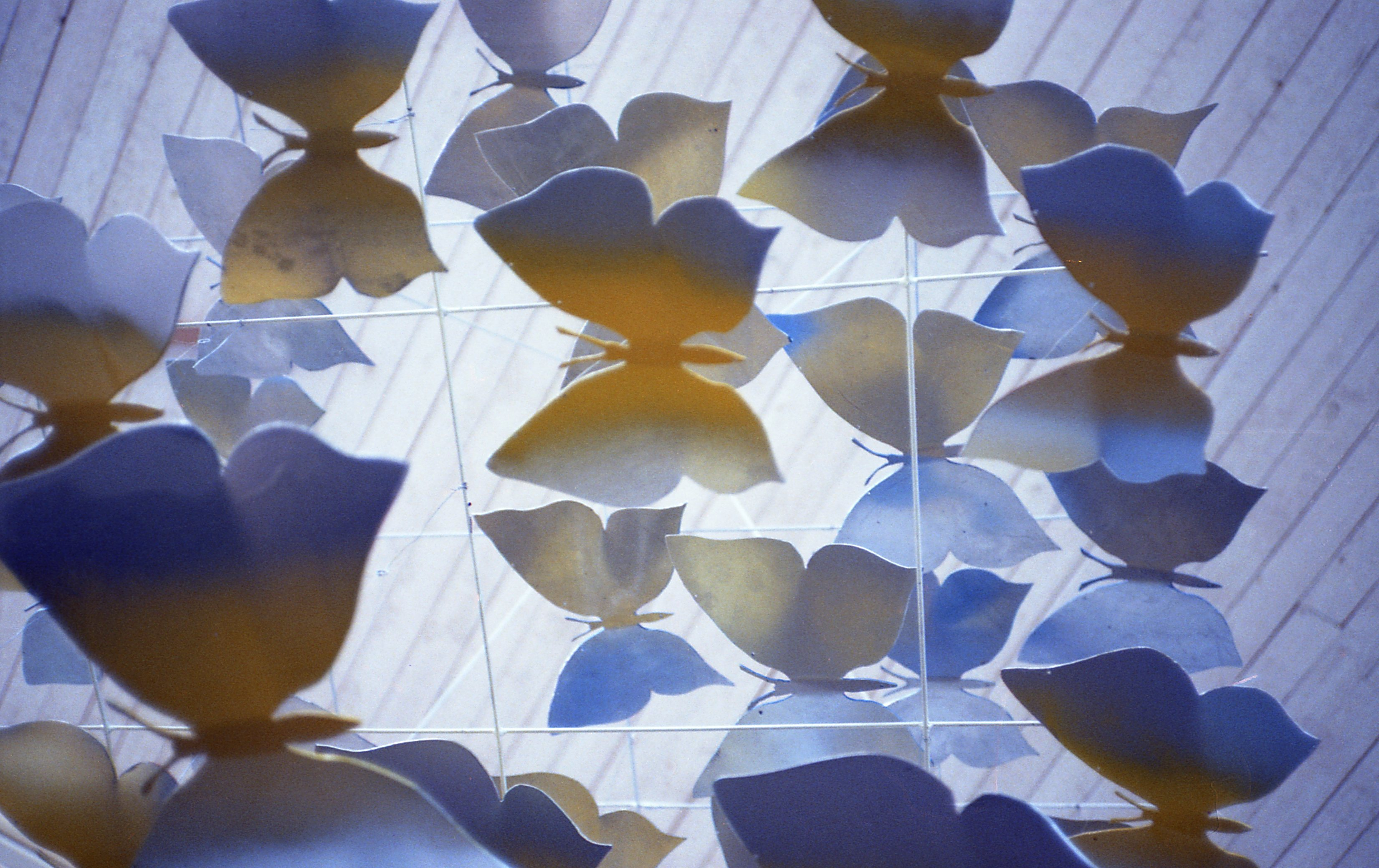
Fjärilsmobil, Östagymnasiet i Umeå

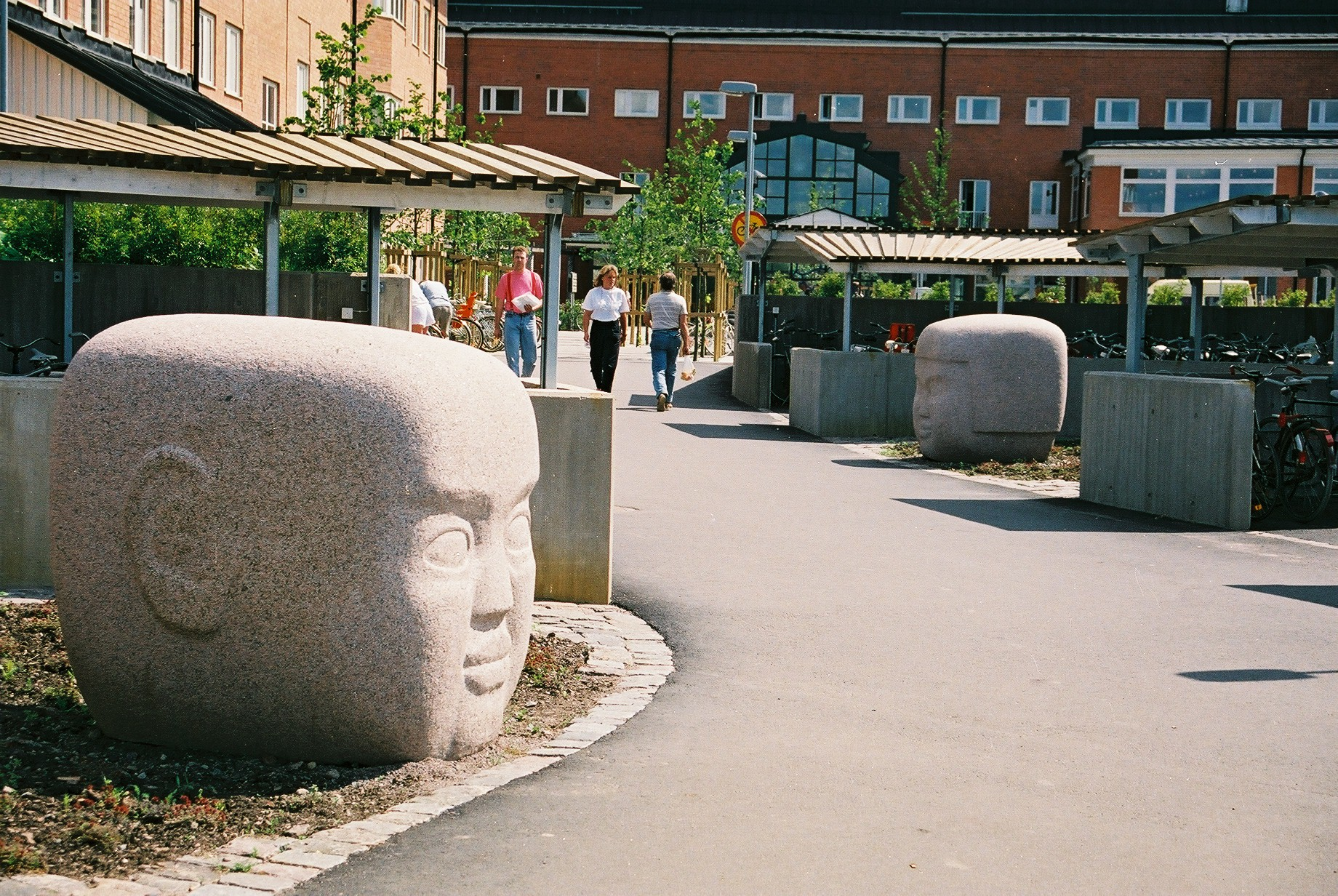
Ask och Embla utanför Vrinnevisjukhuset i Norrköping

Alf Ragnvald Olsson, född 8 december 1925 i Gärdslöv på Söderslätt, är en svensk målare, grafiker och skulptör.

## Biografi
Alf Olsson växte upp på en arrendegård under Näsbyholms slott, som han en tid också skötte. Sin första konstnärliga skolning fick han genom Hermods korrespondenskurser i teckning och måleri 1944-47 för Gotthard Sandberg. Denne uppmuntrande honom till vidare studier, vilka skedde på Essem-skolan i Malmö 1947-1948 med Arwid Karlsson och Figge Holmgren som lärare parallellt med arbetet på gården och därefter på Otte Skölds målarskola i Stockholm 1948-1949, Det Kongelige Danske Kunstakademi i Köpenhamn 1950-1951 med Kræsten Iversen som lärare, Académie Libre i Stockholm 1951-1952 med Pierre Olofsson och Lennart Rodhe som lärare och på Kungliga Konsthögskolan i Stockholm 1952-1957 med Hugo Zuhr, Emil Johansson-Thor, Harald Sallberg och Jurgen von Konow som lärare. Av stor betydelse för Alf Olssons konstnärskap hade också de längre arbets- och studieresor han genomförde 1955 och 1957 till Jugoslavien, Grekland och Turkiet med Kerstin Abram-Nilsson, Anders Fogelin och Evy Låås, 1960 till Mexiko med Kerstin Abram-Nilsson samt 1966-1967 med hustrun Ingrid Halle-Olsson, Gösta Gierow och Marylyn Hamilton Gierow. 
Allt sedan debututställningen 1958 på Färg och Form har Alf Olsson arbetat med ett fåtal huvudmotiv, den skånska slätten från hembygden, där bilderna i grafik, och måleri byggs upp kring en uppdelning av jord och himmel, horisontlinjen kan brytas av en eller flera figurer i landskapet, en tung bonde, en naken människa, ett träd, en ensam gård. Stundtals tornar molnmassor upp sig eller så slår regnbågen ett valv över himlen. De monumentala ansiktena utgör ett annat ständigt återkommande motiv ofta med drag av konstnären själv, men även minnesbilder av ansikten från olika delar av världen och vän- och beställningsporträtt. 
Under en resa i Mexiko 1960 hade han möjlighet att studera de väldiga olmekhuvuden i sten som hittats i delstaten Tabascos djungler. Dessa inspirerade honom till monumentala stenhuvuden mellan 1966 och 1986. I slutet av 1960-talet skapade han en serie större, kontrastrika linoleumsnitt, med laddade motiv. I Van Gogh på slätten I-IV skildras hur Van Goghs bryts ner själsligt mot en bakgrund som blir allt mer deformerad i seriens fyra bilder. Med Van Gogh på slätten I deltog han i Konstfrämjandets och Riksutställningars omtalade utställnings- och folkbildningssatsning Multikonst, som visades samtidigt på 100 platser i Sverige 1967. Alf Olssons linoleumsnitt Väldig sol användes för affisch och omslag av Grafiska Sällskapets grafiktriennal 1968 på Liljevalchs konsthall. 
Under 1970-talet började han även skapa skulpturer utförda i cortenstål och senare även i koppar och silver. Återkommande motiv i dessa metallskulpturer är mötet mellan människa och himmel, med skulpturer som Molnbäraren. Lusten att prova på olika material märks även i den serie emaljmålningar som Alf Olsson gjorde under 1970- och 80-talen vid emaljverkstaden på Gustavsbergs porslinsfabrik. Tillsammans med Bengt Berglund , Göran Nilsson och Nalle Werner visade han i vandringsutställningen ”Four Swedish Enamel Artists”  emaljmålningar under tre år (1976-1979) i USA. Alf Olsson skapade under miljonprogrammet ett tiotal skulpturer i bland andra Rosengård i Malmö, Husby i Stockholm, Vallby i Västerås och Ålidhem i Umeå.  
Tillsammans med åtta generationskamrater från Kungliga konsthögskolan, Gösta Gierow, Karl-Erik Häggblad, Bengt Landin, Lars Lindeberg, Göran Nilsson, Philip von Schantz, Nils G Stenqvist och Pär Gunnar Thelander bildade han IX-gruppen 1964-2000 vars mål var att sprida den grafiska konsten.
År 1970 bildade Alf Olsson Konstnärshusets Grafikgrupp tillsammans med Kerstin Abram-Nilsson, Gerry Eckhardt, Rune Pettersson, Lennart Forsberg, Ursula Schütz, Hans Hamngren, Nils G Stenqvist, Karl-Erik Häggblad, Lars Stenstad, Lars Lindeberg, Gunnar Söderström, Birgitta Lundberg, Nalle Werner. Gruppen som verkade fram till början av 2000-talet drev Konstnärshusets grafikgalleri som verkade för spridande av god grafisk konst. Tillsammans med kompositören Hans Eklund tolkade även gruppen specialskrivna dikter av Harry Martinson i grafiska verk. Samarbetet med Hans Eklund och Harry Martinson resulterade i två specialmappar, 1972 och 1974 med grafiska blad, EP-skivor med partitur samt Harry Martinsons texter.
Vid sidan av sitt eget konstnärskap drev Alf Olsson en grafikverkstad 1957-1969 i Stockholm med kollegorna Philip von Schantz, Kerstin Abram-Nilsson, Karl Erik Häggblad och Lars Lindeberg som 1959 ersatte von Schantz. Från 1969 fram till början av 2000-talet drev han egen grafikverkstad i Edsbro. Han tryckte under sin verksamhet som grafiktryckare grafiska blad år bland andra Evert Lundqvist, Torsten Renqvist, Staffan Hallström, Elsa Björkman-Goldschmidt, Max Walter Svanberg och Lars Lerin.
Alf Olsson finns representerad på bland annat  Kalmar konstmuseum, Nationalmuseum, Moderna museet, Hans Majestät Konung Gustaf VI Adolfs samlingar, Statens konstråd, Göteborgs konstmuseum, Malmö konstmuseum och Örebro läns landsting. Dessutom på New York Public Library, Kopparstickskabinettet i Dresden, Amos Andersons konstmuseum Helsingfors, Nasjonalgalleriet Oslo, Lönnströms konstmuseum, Raumo.

## Offentliga verk i urval
- Barnhuvud, granitskulptur, Karolinska Universitetssjukhuset i Solna 2009
- två skulpturgrupper i granit, 1965-66, Bennets väg 15, Örtagården och Gymnasistgatan 4-6 (Gubbabacken), Gullviksborg, Malmö
- Pojke och flicka, granitskulpturer, 1969, Vallbyskolan, Vallby, Västerås
- Huvud, granit, 1982, Ålidhems Centrum, Umeå
- Molnmänniskor, cortenstål, 1975, Nidarosgatan, Husby, Stockholm
- Lejon, förgylld trärelief, 1976, Apoteket Lejonet, Hamngatan 31, Stockholm
- Soluppgång, cortenstål, Folkets Park, Skinnskatteberg
- Vågrörelser, emaljmålning, 1982, fasadutsmyckning på Norrtälje badhus
- Fjärilen, emaljmålning, 1977, fasadutsmyckning på Skogsängsskolan, Vasavägen 33, Eskilstuna
- Dansen,  cortenstål, 1985, 4H-gården i Gränby, Uppsala
- Regnbågen, skulptur i cortenstål, 1977. Årstavägen, Sundbyholm, Eskilstuna
- Familjen, väggutsmyckning i cortenstål, kv Sfären, Stocksundstorp, Solna
- Fjärilsmobiler, lackerad aluminium, Tensta gymnasium, Stockholm, samt Östra gymnasiet, Umeå
- Ask och Embla, granitskulpturer, 1986, Vrinnevisjukhuset, Norrköping
- Molnbärarna, kopparskulptur, Magnus Ladulåsgatan, Stockholm
- Livets träd, kopparrelief, Sankt Görans sjukhus, Stockholm
- Molnman, cortenstål, tidigare F 16 Uppsala
- Torgdebatt, cortenstål, 2007, torget i Gärdslöv
- Regnbågen, cortenstål, 2014, Edsbro

## Fotogalleri

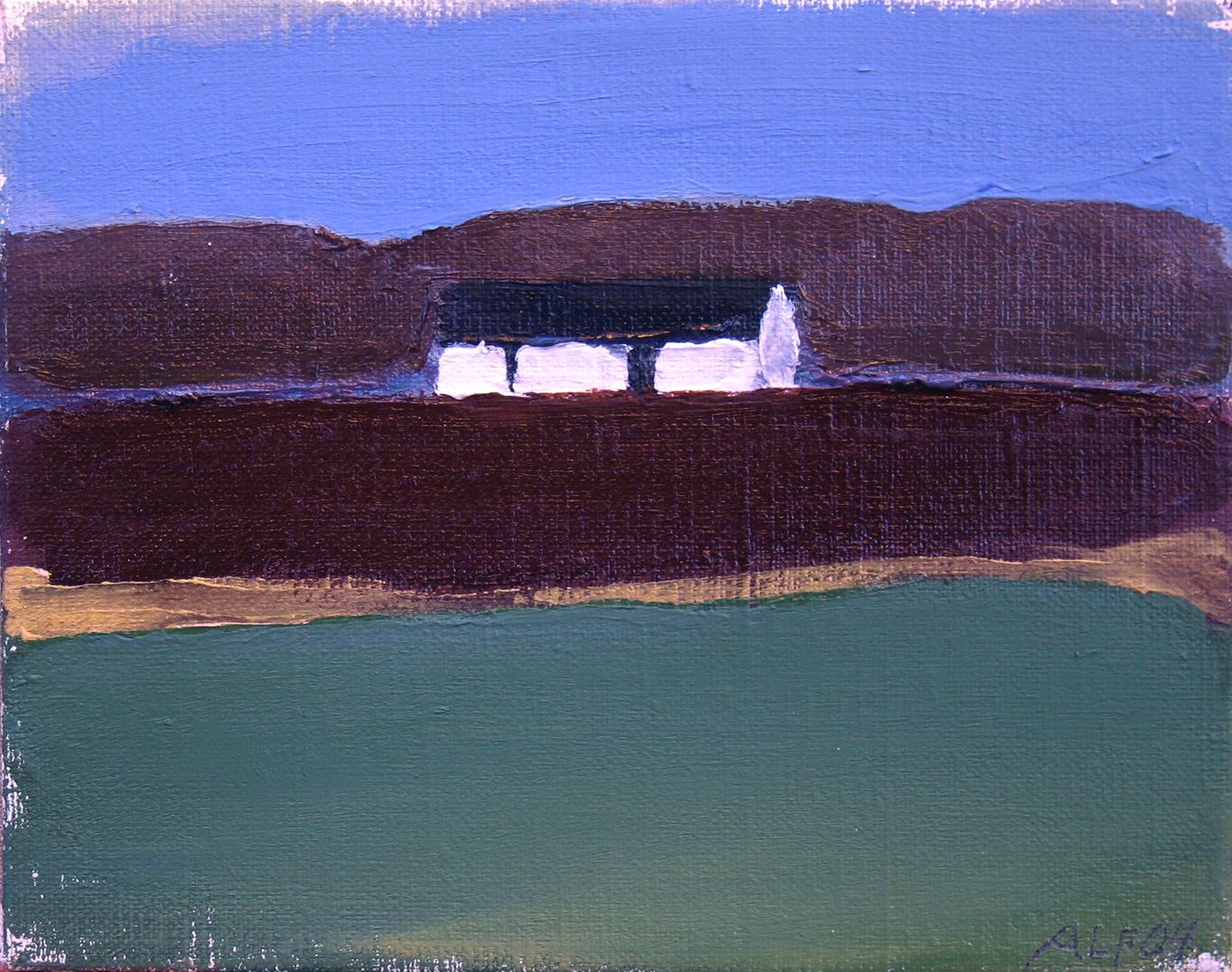
Ensligt hus
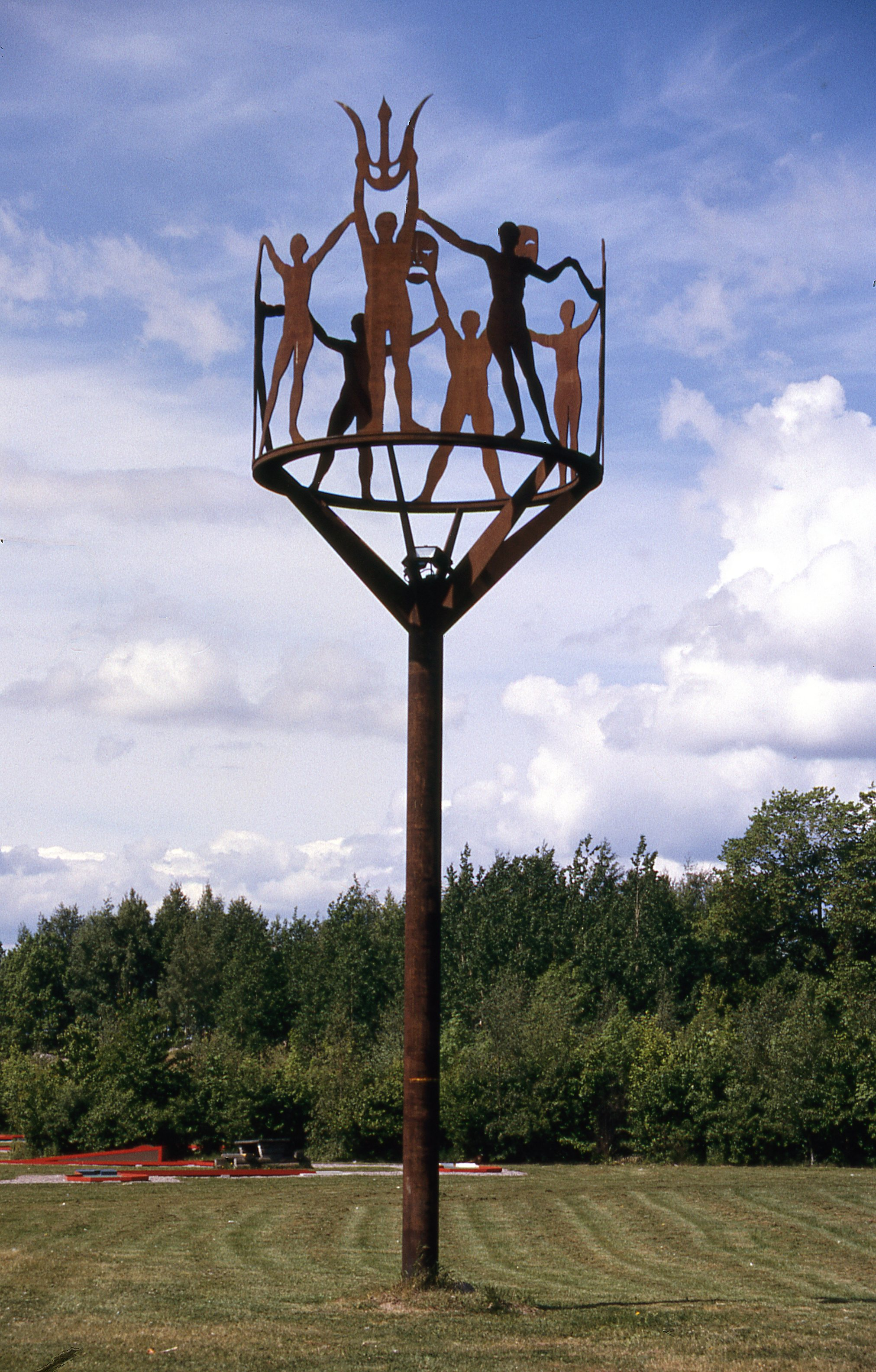
Danser, 4H-gården Gränby i Uppsala
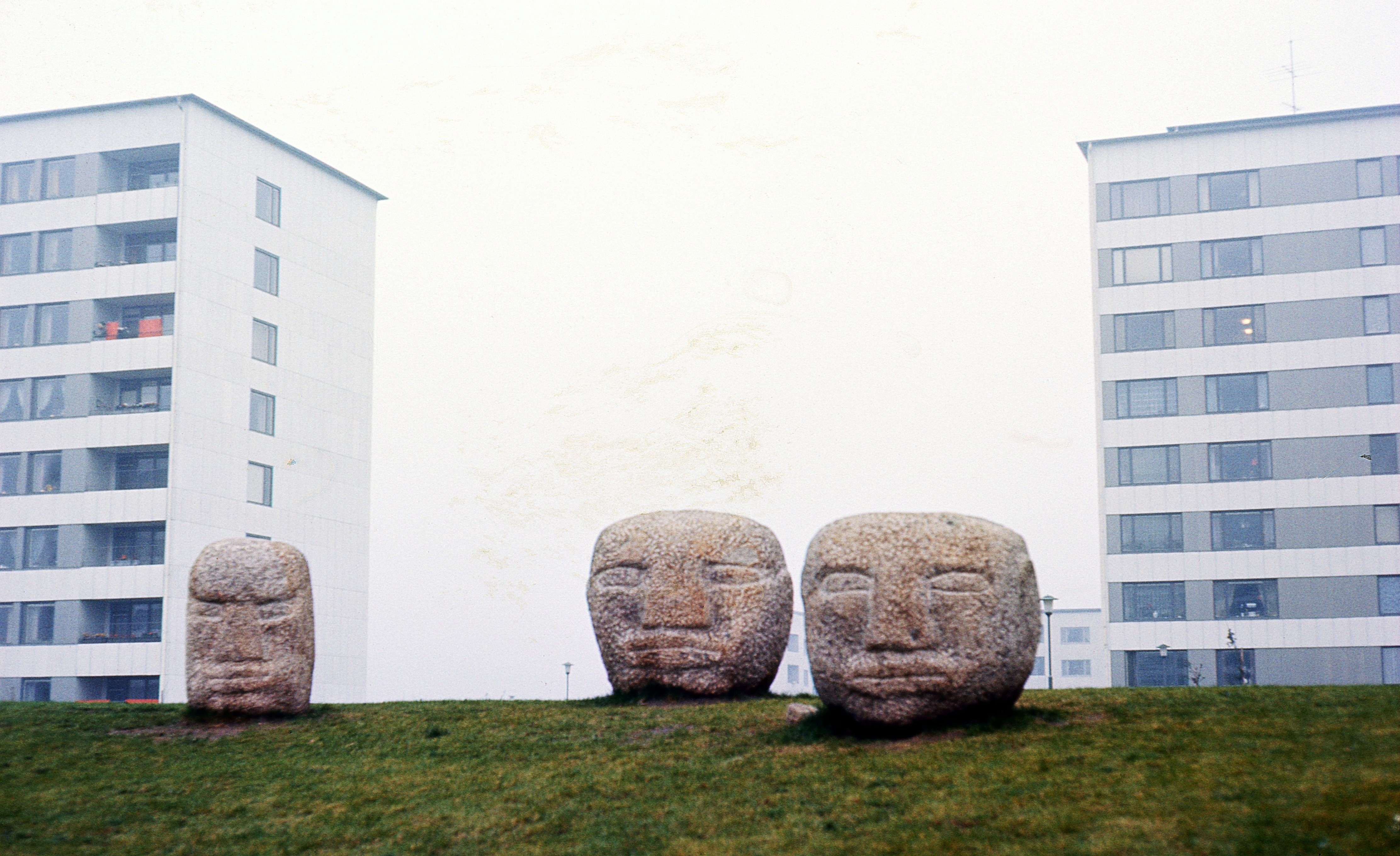
Huvuden i Rosengård i Malmö